# Achille Debrus
Achille Debrus (Herve, 22 januari 1934) is een voormalig Belgisch senator.

## Levensloop
Als regent in de wiskunde werd Debrus beroepshalve leraar wiskunde en daarna inspecteur in het onderwijs. Vanaf de jaren 1970 was hij eveneens kabinetsattaché op verschillende ministeriële kabinetten en van 1985 tot 1992 werkte hij als verantwoordelijke voor het politiek secretariaat van het arrondissement Namen op het kabinet van minister in de Waalse Regering Amand Dalem.
Hij was ook politiek actief voor de PSC en was voor deze partij van 1983 tot 2000 gemeenteraadslid van Sambreville. 
Ook stond Debrus meermaals als opvolger op de nationale kieslijsten van de PSC. In 1994 volgde hij Amand Dalem, na diens benoeming tot gouverneur van de provincie Namen, op in de Senaat als rechtstreeks gekozen senator voor het arrondissement Namen-Dinant-Philippeville, waar hij bleef zetelen tot aan het einde van de legislatuur in 1995. Door de toenmalige dubbelmandaten was hij in dezelfde periode automatisch lid van de Waalse Gewestraad en de Raad van de Franse Gemeenschap.